# 西天尾镇
西天尾镇（/ɬe˨˩ lɛm˩˧ muai˦˥˧/）是中国福建省莆田市荔城区下辖的一个镇。旧名前墩尾，后雅化为“西天尾”。

## 行政区划
西天尾镇共辖1个居委会及16个行政村：
东星社区、龙山村、吴江村、北大村、洞湖村、后卓村、溪白村、澄渚村、碗洋村、后黄村、三山村、渭阳村、后埔村、林峰村、象峰村、下垞村和林山村。